# Semiothisa berengaria
Semiothisa berengaria là một loài bướm đêm trong họ Geometridae.